# كارستن بول (مدرب كرة سلة)
كارستن بول (بالألمانية: Carsten Pohl)‏ هو مدرب كرة سلة ألماني، ولد في 23 مارس 1965 في بون في ألمانيا.